# Krum Ádám
Krum Ádám (Kaposvár, 1950. január 10. – 2025. július 19. vagy előtte) Aase-díjas magyar színművész.

## Életpályája
1978-1991 között a kaposvári Csiky Gergely Színház tagja volt. 1991-től szabadfoglalkozású volt. Többször szerepelt a Pécsi Nemzeti Színházban és a Pécsi Harmadik Színházban is.
Nős, négy gyermeke van. Első házasságából Enikő és Katinka, a második házasságából Anna és Márk.

## Főbb színházi szerepei
- Gyalu (William Shakespeare: Szentivánéji álom)
- Rivers gróf (William Shakespeare: III. Richárd)
- Pedro (Mitch Leigh – Dale Wasserman: La Mancha lovagja)
- Cella-Cella (Eörsi István: A kihallgatás)
- Borbíró Gergely (Móricz Zsigmond: Úri muri)
- Fortunato (Carlo Goldoni: A chioggiai csetepaté)
- Zsupán (Jókai Mór: A cigánybáró)
- Hoffman (Arthur Miller: Közjáték Vichy-ben)
- Murray (Neil Simon: Furcsa pár)
- 11. esküdt (Reginald Rose: 12 dühös ember)
- Öreg (Spiró György: Kvartett)
- Jonathan (Joseph Kesselring: Arzén és levendula)
- Kövér Joe (Eugene O’Neill: Hosszú út az éjszakába)
- Balázs bácsi (Békeffi István–Fényes Szabolcs: Rigó Jancsi)

## Filmes és televíziós szerepei
- Hacktion: Újratöltve (2012)
- Barátok közt (2004–2008)
- Szeress most! (2005)
- Kisváros (1995–2001)

## Díjai és kitüntetései
- Szendrő József-díj (1999)[7]
- Aase-díj (2006)